# NGC 6099
NGC 6099は、ヘルクレス座の方向に位置する楕円銀河。

## 観測史
1867年4月24日に、アメリカの天文学者Truman SaffordがNGC 6099とNGC 6098をペアで発見した。その後、1887年4月3日に、天文学者のルイス・スウィフトがこのペアを独自に発見した。しかし、NGCカタログを編纂したジョン・ドライヤーが同カタログの発表準備を終えた段階までSaffordの観測結果に気づかず、結果としてスウィフトの名前がNGCカタログの発見者の欄に記載された。NGCカタログでは「（NGC 6099は）非常にぼんやりとしており、とても小さく丸い」と描写されている。

## 特徴
NGC 6099とNGC 6098は重力的に結びついていおり、両者の相対的な固有運動は約330 km/sである。2009年のチャンドラ及び2012年と2023年のXMM-Newtonによる観測で、銀河中心から4万光年ほど離れた外縁部にX線源 2CXO J161534.2+192707（通称 NGC 6099 HLX-1(以下 HLX-1)）が存在することが明らかになった（画像中央下部の紫色の部分がチャンドラが観測したX線源）。HLX-1は観測の度に光度が変化しており、2012年にはピークを迎えた。X線放射の要因として、HLX-1が周囲の恒星の潮汐破壊を引き起こしたためと考えられているが、数年にわたりX線の放射が続いている理由に、楕円軌道を持つ伴星との間で定期的な潮汐剥離が起きている可能性も挙げられている。
2025年、研究チームはCFHT及びハッブルが撮影した画像から、HLX-1方向に見かけの等級24.7の点状の青い光学対応天体を発見したと発表。これは、大半がX線が照射された降着円盤内の降着流からの光学放射であることが指摘されている（詳細な情報にはさらなる観測が必要）。研究チームはHLX-1の正体を中間的な年齢～老齢の恒星の集団（星団）に囲まれた中間質量ブラックホールと推測している。